# Gochnatioideae
Gochnatioideae es una subfamilia de plantas de flores perteneciente a la familia Asteraceae.
Con 4 o 5 géneros y unas 90 especies que se distribuyen por América del Sur y América Central, especialmente el Caribe. Esta subfamilia, que incluye una sola tribu denominada Gochnatieae, está caracterizada por sus flores con ramas estilares cortas, glabras y con los ápices redondeados. Los números cromosómicos básicos son n = 22, 23 y 27. El género más representado es Gochnatia que incluye cerca de 70 especies. Los otros géneros de la subfamilia son Richterago, Cnicothamnus y Cyclolepis.

## Géneros
Comprende los siguientes géneros según GRIN:
- Actinoseris (Endl.) Cabrera =~ Richterago Kuntze
- Anastraphia D. Don =~ Gochnatia Kunth
- Cnicothamnus Griseb.
- Cyclolepis Gillies ex D. Don
- Gochnatia Kunth
- Leucomeris D. Don
- Pentaphorus D. Don =~ Gochnatia Kunth
- Richterago Kuntze ~ Gochnatia Kunth